# Chromatomyia clemativora
Chromatomyia clemativora este o specie de muște din genul Chromatomyia, familia Agromyzidae. A fost descrisă pentru prima dată de Daniel William Coquillett în anul 1910. Conform Catalogue of Life specia Chromatomyia clemativora nu are subspecii cunoscute.